# Katja og englen
Katja og englen er en dansk børnefilm fra 1995, der er instrueret af Katrine Nyholm efter manuskript af Claus Mandøe.

## Handling
Der er dejlig julestemning, når farmor er hjemme hos 7-årige Katja. Farmor fortæller gode historier, mens de to klipper julestads. Da de leger gemmeleg bliver farmor pludselig dårlig tilpas og må køres på hospitalet. Lidt efter får Katja besøg af en usynlig engel, som flytter ind i hendes øre. Katja er ærgerlig over, at hun ikke kan se englen, men englen fortæller, at kun de, der skal dø, kan se engle og kun de, der har brug for det, kan høre dem tale.

## Medvirkende
- Kathrine Knus Larsen - Katja
- Astrid Henning-Jensen - Farmor
- Bodil Alling
- Hans Rønne
- Louise Fribo